# Prädynastik

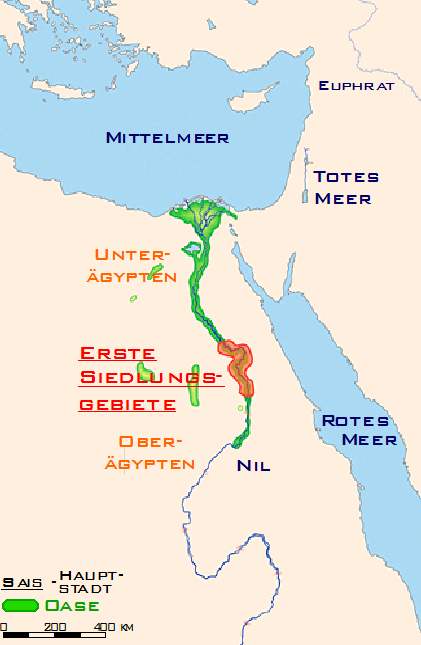
Ausdehnung des ägyptischen Reiches

Unter Prädynastik, auch Vordynastik, werden in der Ägyptologie die Geschichtsepochen vor der Ausbildung der Dynastien ab dem Ende des 6. Jahrtausends v. Chr. bezeichnet. Sie umfasst die Epochen der Merimde-Kultur und der Badari-Kultur bis zum Beginn der 1. Dynastie Ägyptens. Nach Stan Hendrickx ist der Begriff Prädynastik in diesem Zusammenhang problematisch, da er seinem Namen nach zwar die komplette Vorgeschichte vor der Staatsbildung abdecken müsste, in der ägyptologischen Praxis aber deutlich enger gefasst wird.

## Merimde-Kultur
Die Merimde-Kultur war eine jungsteinzeitliche Kultur im prädynastischen Ägypten, die sich etwa zum Ende des 6. Jahrtausends v. Chr. herausbildete und im späten 5. oder frühen 4. Jahrtausend v. Chr. endete. Ihr Name leitet sich von dem Fundort Merimde ab, der nahe bei dem Dorf Benisalame, etwa 45 km nordwestlich des heutigen Kairo liegt.

## Badari-Kultur
Die Badari-Kultur ist die älteste aus Oberägypten bekannte Kultur mit sesshafter Lebensweise (ca. 4000 v. Chr.). Es gibt die ersten Belege für Kupfer- und Fayencebearbeitung sowie für kulturelle Beziehungen zu Palästina.

## Naqada-Kultur
Die daran anschließende Naqada-Kultur (auch Negade-Kultur genannt, etwa 4000 v. Chr. bis 3200 v. Chr.) gilt als Vorläuferin des eigentlichen ägyptischen Reiches. Sie wird in drei Stufen unterteilt (Naqada I–III). Neueste, auf 3320 v. Chr. datierte archäologische Funde auf dem so genannten Friedhof U von Umm el-Qaab bei Abydos (Grab U - j) deuten darauf hin, dass die Schrift hier entweder unabhängig von oder sogar vor der sumerischen Schrift entwickelt wurde, was allerdings wegen einer fehlenden sicheren Vergleichsmöglichkeit beider Kulturkreise weder bestätigt noch widerlegt werden kann. Fundstellen wie Naqada liefern Nachweise von Ackerbau und Viehhaltung, daneben wurde auch gejagt und Wildpflanzen gesammelt. Erst im 4. Jahrtausend lässt sich eine ausschließlich produzierende Wirtschaftsweise belegen. Ob die Vorfahren der domestizierten Rinder, Schweine und Ziegen aus dem vorderen Orient oder aus Nordafrika stammten, ist ungeklärt.

## 0. Dynastie
Die 0. Dynastie oder Protodynastik umschreibt einen Zeitraum, in dem die ersten inschriftlich dokumentierten Kleinkönige nachweisbar sind. Diese Herrscher benutzen erstmals den Serech als Namenssiegel, es sind jedoch auch viele anonyme Serechs gefunden worden. Es ist bis heute nicht klar, wie viele Kleinkönigtümer es gab. Aufgrund der Überlappungen einzelner Regierungszeiten mit denen zeitgleich herrschender Gegenkönige kann keine fließende Chronologie erstellt werden.
Unter den protodynastischen Königen existierte wahrscheinlich noch kein festes Gebilde von Ober- und Unterägypten. Wahrscheinlich hatte Oberägypten keine großflächigen Eroberungen in Unterägypten gemacht, die eine Reichseinigung zur Folge hatten. Die rote Krone des Nordens stand in prädynastischer Zeit noch für den nördlichen Teil von Oberägypten, später stand sie dagegen für Unterägypten. Die weiße Krone wurde hauptsächlich von Königen im südlichen Oberägypten getragen. Gegenüber späteren Epochen verliefen die Grenzen von Ober- und Unterägypten noch völlig anders, weshalb mehrere Lokalkönige gleichzeitig ihren Regierungsanspruch geltend machten.
In der Zeit von Skorpion II., Ka und anderen zeitgenössischen Herrschern spiegelt sich in zahlreichen Inschriften ein gesellschaftlicher Wandel wider, der zu den Meilensteinen auf dem Weg zur Reichseinigung gehörte. Es wurden diverse Gaue und Kleinstaaten zusammengelegt. Die Agrar- und Handelswirtschaft wurde intensiviert. 
Die Agrarwirtschaft wurde durch Bewässerungsanlagen gefördert. Bewässerungsanlagen erlaubten einen erweiterten Anbau von Getreide, Gemüse und eine erweiterte Zucht von Nutzvieh. Dies war für den sich bildenden Staat von großer Bedeutung, da die Macht eng mit der Kontrolle über die Bewässerungsgebiete und über die Erntegebiete verbunden war. Nahrungsknappheit und Platzmangel sind häufig auch Auslöser für Unruhen. Die bewässerten Gebiete waren relativ klein, obwohl bereits für die vorangegangene Naqada-Kultur archäologische Belege für kontrollierte Bewässerung gibt. Laut Karl W. Butzer finden sich für zur Zeit von Skorpion II. vermehrt Hinweise auf Anlage und Nutzung von künstlichen Bewässerungssystemen. 
Skorpion II. verbesserte außerdem die Zusammenarbeit und Funktionalität von Ämtern und Hierarchien. Immer mehr Provinzen und Fürstentümer verschmolzen miteinander und expandierten auf diese Weise. Man erkannte Nutzen von Zusammenhalt und Stärke. Es gab Handel zwischen den Kleinkönigreichen. Im Nildelta wurden Gefäße mit typisch oberägyptischem Dekor gefunden und umgekehrt. Der permanente wirtschaftliche und ideologische Austausch zwischen den Königtümern führte schließlich zu einer Vereinheitlichung der geistigen Wertauffassungen und materiellen Kulturen. Zur Zeit von Skorpion II. besaß jedes Königreich sein eigenes zentrales Verwaltungs- und Machtzentrum. Unter König Narmer zeigen Gefäßinschriften und die Funde in abydenischen und thinitischen Grabanlagen deutlich, wie vielschichtig und komplex das hierarchische Klassensystem schon seit protodynastischen Zeiten gewesen sein muss. Daher scheint es nur eine Frage der Führungsstärke gewesen zu sein, welcher der frühdynastischen Herrscher letztendlich die Reichseinigung abschließen konnte. 
Um etwa 3150 v. Chr. vereinigte sich Ägypten unter oberägyptischer Herrschaft. Die anschließende Epoche wird die Frühdynastische Periode genannt.

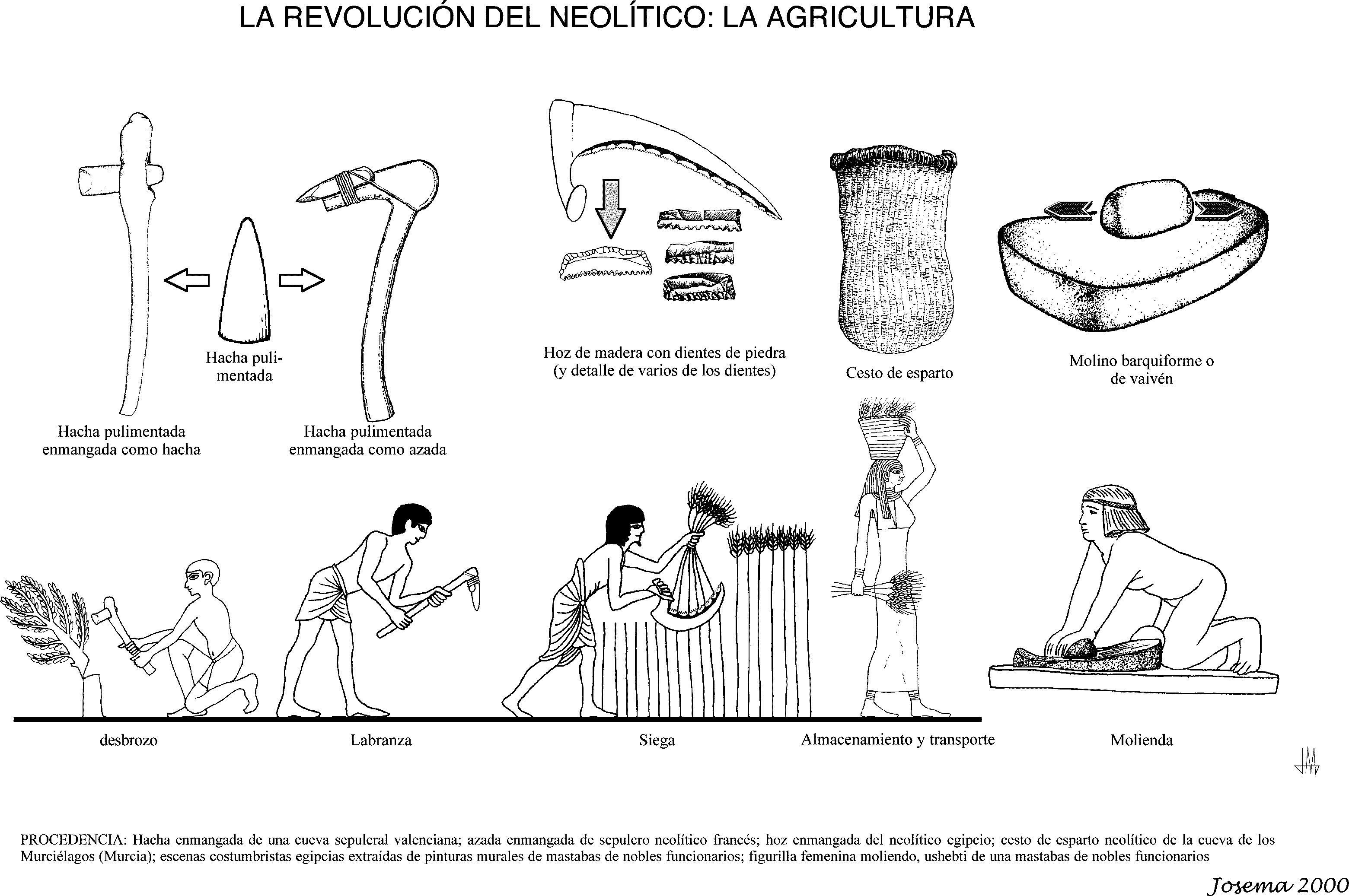
Schematische Darstellungen neolithisch landwirtschaftlicher Tätigkeiten. Zeichnungen realer, gefundener Werkzeuge (archäologische Funde) und Aktivitäten von ägyptischen Wandmalereien.
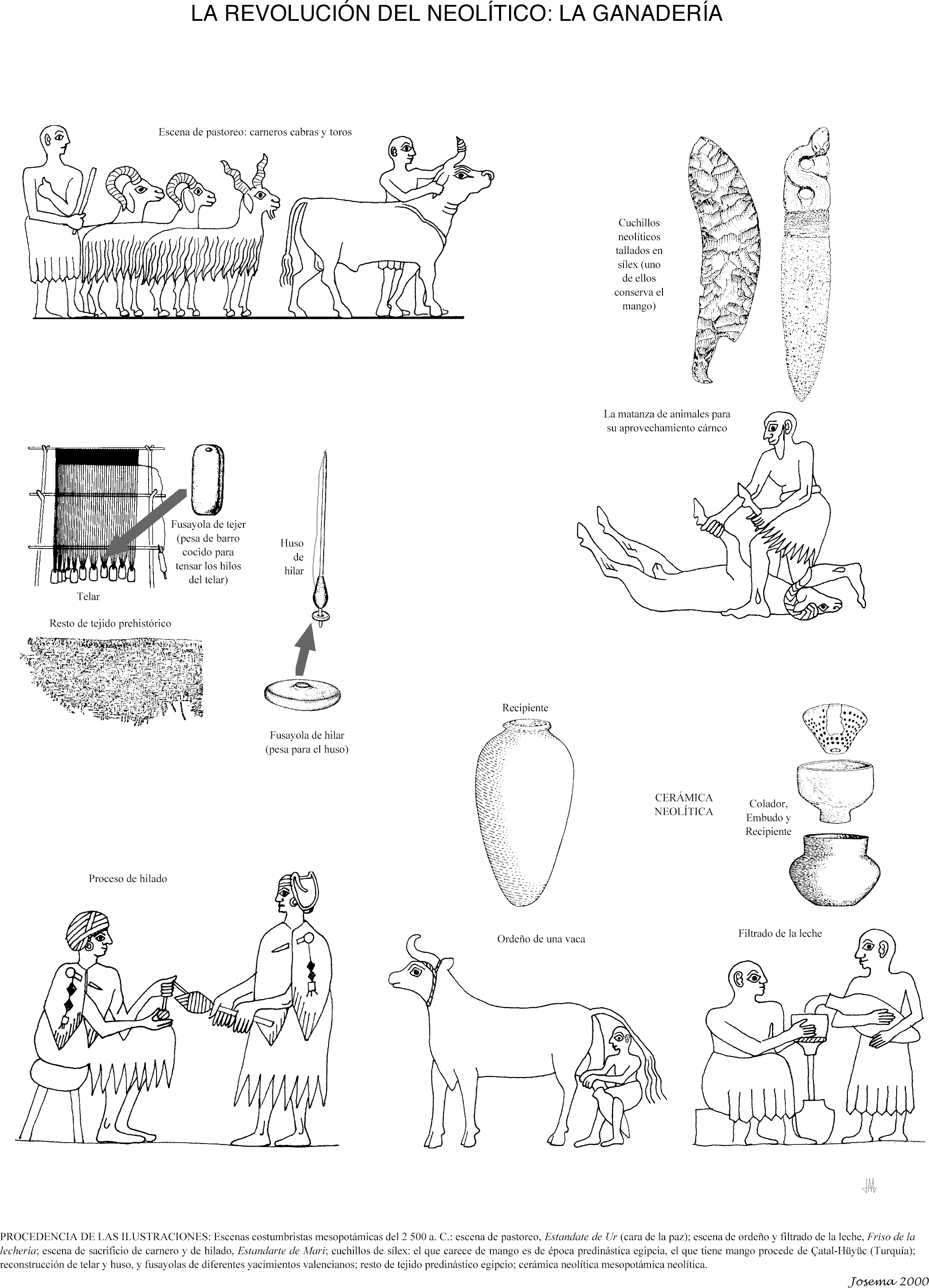
Zusammenfassende, schematische Darstellungen neolithisch landwirtschaftlicher Tätigkeiten.

## Chronologie-Forschung
Durch Anwendung der Radiokarbonmethode neu ermittelte Daten führen Forscher nunmehr zu der Ansicht, dass die Chronologie der Prädynastik bis einschließlich der 1. Dynastie der Frühdynastischen Periode präzisiert und hinsichtlich der Zeitlinie auch korrigiert werden sollte.